# Devolutionskriget

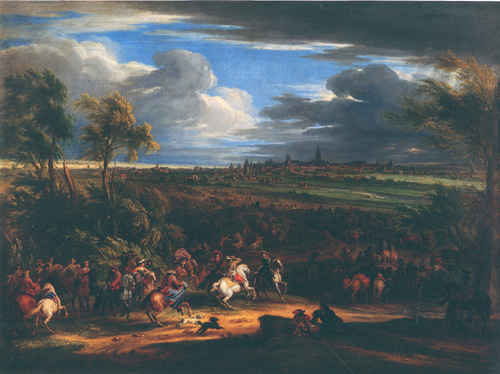
Belägringen av Courtrai 1667. Målning av Adam Frans van der Meulen.

Devolutionskriget (ibland första fransk-nederländska kriget) var ett krig 1667—1668 mellan Frankrike under kung Ludvig XIV och Spanien, utkämpat i Spanska Nederländerna. Då Filip IV av Spanien avled 1665, åberopade Ludvig, som var svärson till Filip, devolutionsrätten för sin gemål Maria Teresias räkning och begärde en del av arvet efter hennes far, nämligen Brabant och andra delar av Spanska Nederländerna, där devolutionsrätten var gällande. Förutom att denna lag endast innehöll bestämmelser rörande enskilda personers arvsrätt, så hade Maria Teresia, när hon äktade Ludvig, högtidligen avsagt sig alla arvsanspråk på spanska länder.
Ludvigs fordringar inkräktade på de arvsanspråk som Karl II (Filips son i ett senare gifte) hade. Då kraven avvisades försökte Ludvig genom krig erövra de begärda områdena. Detta krig kallas devolutionskriget. Genom den mot Frankrike riktade trippelalliansen mellan Nederländerna, England och Sverige hindrades han i sina planer och slöt 2 maj 1668 fred i Aachen, efter medling från trippelalliansen. Freden innebar att Frankrike fick tolv orter, däribland Lille, i Spanska Nederländerna, medan Franche-Comté återlämnades till Spanien.